# Malvaviscus palmatus
Malvaviscus palmatus är en malvaväxtart som beskrevs av Ulbrich. Malvaviscus palmatus ingår i släktet Malvaviscus och familjen malvaväxter. Inga underarter finns listade i Catalogue of Life.